# Carolina Paulsen
Carolina Paulsen Lynch (Santiago, 30 de agosto de 1974) es una actriz, comediante y locutora radial chilena conocida por su participación en el programa SCA de Vía X y por interpretar a Rebeca López en la telenovela La Chúcara de TVN.

## Biografía
Hija de Marcial Paulsen Espejo-Pando y Emma Lynch Passi, nació en Santiago de Chile en 1971. Es medio-hermana del destacado periodista Fernando Paulsen, quien nació del primer matrimonio de su padre, con Carmen Silva.
En 2013 se le detectó cáncer de mama, el cual pudo vencer y luego plasmó su experiencia en el exitoso monólogo Mama mía, estrenado en octubre de 2014 en el Teatro Mori. Además de su carrera actoral, Paulsen se ha desempeñado como locutora radial en la radio Romántica FM.

## Filmografía

### Cine
| Películas | Películas           | Películas | Películas          |
| Año       | Título              | Rol       | Director           |
| --------- | ------------------- | --------- | ------------------ |
| 2010      | Qué pena tu vida    | Jazmina   | Nicolás López      |
| 2010      | Velódromo           | Jimena    | Alberto Fuguet     |
| 2012      | Stefan v/s Kramer   | Vanessa   | Stefan Kramer      |
| 2013      | Qué pena tu familia | Gladys    | Nicolás López      |
| 2014      | Fuerzas especiales  | Alcaldesa | José Miguel Zúñiga |
| 2016      | Sin filtro          | Teresa    | Nicolás López      |
| 2018      | No estoy loca       | Estefanía | Nicolás López      |

### Telenovelas
| Teleseries | Teleseries               | Teleseries             | Teleseries  | Teleseries |
| Año        | Teleseries               | Rol                    | Canal       |            |
| ---------- | ------------------------ | ---------------------- | ----------- | ---------- |
| 2010       | Feroz                    | Rosa Telias            | Canal 13    |            |
| 2011       | Vampiras                 | Perla V. de Zarricueta | Chilevisión |            |
| 2012-2013  | La sexóloga              | Paloma                 | Chilevisión |            |
| 2014-2015  | La chúcara               | Rebeca López           | TVN         |            |
| 2015       | Matriarcas               | Digna Flores           | TVN         |            |
| 2016       | Veinteañero a los 40     | La coneja              | Canal 13    |            |
| 2017       | Un diablo con ángel      | Maritza Reyes          | TVN         |            |
| 2019-2021  | 100 días para enamorarse | Alicia                 | Mega        |            |

### Series y unitarios
| Series | Series                    | Series                | Series      |
| Año    | Serie                     | Rol                   | Canal       |
| ------ | ------------------------- | --------------------- | ----------- |
| 2008   | Transantiaguinos          | Nieves Figueroa       | Canal 13    |
| 2008   | Mandiola & Cia.           | Yasna Moraga          | Mega        |
| 2008   | Comedor de diario         | Adriana Klein         | Vía X       |
| 2009   | Aquí no hay quien viva    | Galaxia "Gala" López  | Chilevisión |
| 2011   | Los archivos del Cardenal | Nina Toro             | TVN         |
| 2011   | La Colonia                | Flora Ponce           | Mega        |
| 2013   | El hombre de tu vida      | Alejandra Figueroa    | Canal 13    |
| 2014   | Centro de alumnos         | Magnolia Cardemil     | Mega        |
| 2016   | Once comida               | Patricia "Paty" Solís | TVN         |
| 2017   | Irreversible              | Norma Soto            | Canal 13    |
| 2022   | Paola y Miguelito         | Nancy                 | Mega        |

### Programas de televisión
- SCA (Vía X, 2007) - Invitada
- Mi nombre es... VIP (Canal 13, 2012) - Participante
- Sin Dios ni late (Zona Latina, 2015) - Invitada
- Perros de la calle (Chilevisión, 2015) - Conductora
- La noche es nuestra (Chilevisión, 2018) - Invitada
- La divina comida (Chilevisión, 2019) - Invitada

### Publicidad
- Next, (2012) - como Camila.
- Ariel, Detergente P&G, (2012).

El 28 de junio de 2012, Canal 13 estrenó la tercera temporada del programa Mi nombre es..., donde participó imitando al grupo mexicano Pandora junto a las actrices, Ingrid Parra y María José Bello, quedando seleccionadas para la semifinal.

### Participación enMi nombre es... VIP
| Etapa         | Fecha de emisión        | Presentación           | Resultado    |
| ------------- | ----------------------- | ---------------------- | ------------ |
| Audición      | 28 de junio de 2012     | «Popurrí»              | Clasificadas |
| Final del día | 28 de junio de 2012     | «¿Cómo te va mi amor?» | Clasificadas |
| Semifinal     | 6 de septiembre de 2012 | «Con tu amor»          | Clasificadas |